# Lloyd Shapley
Lloyd Stowell Shapley (Cambridge, 2 juni 1923 – Tucson,  12 maart 2016) was een Amerikaans wetenschapper, wiskundige en econoom. 
In 2012 kreeg hij de Prijs van de Zweedse Rijksbank voor economie (die hij deelde met Alvin Roth) voor hun onderzoek naar de manier waarop allerlei zaken in de economie worden gematcht. 
Hij was hoogleraar aan de Universiteit van Californië - Los Angeles. Hij was een zoon van astronoom Harlow Shapley.
1969: Frisch, Tinbergen ·
1970 : Samuelson ·
1971: Kuznets ·
1972: Hicks, Arrow ·
1973: Leontief ·
1974: Myrdal, Hayek ·
1975: Kantorovitsj, Koopmans ·
1976: Friedman ·
1977: Ohlin, Meade ·
1978: Simon ·
1979: Schultz, Lewis ·
1980: Klein ·
1981: Tobin ·
1982: Stigler ·
1983: Debreu ·
1984: Stone ·
1985: Modigliani ·
1986: Buchanan ·
1987: Solow ·
1988: Allais ·
1989: Haavelmo ·
1990: Markowitz, Miller, Sharpe ·
1991: Coase ·
1992: Becker ·
1993: Fogel, North ·
1994: Harsanyi, Nash, Selten ·
1995: Lucas ·
1996: Mirrlees, Vickrey ·
1997: Merton, Scholes ·
1998: Sen ·
1999: Mundell ·
2000: Heckman, McFadden ·
2001: Akerlof, Spence, Stiglitz ·
2002: Kahneman, Smith ·
2003: Engle, Granger ·
2004: Kydland, Prescott ·
2005: Aumann, Schelling ·
2006: Phelps ·
2007: Hurwicz, Maskin, Myerson ·
2008: Krugman ·
2009: Ostrom, Williamson ·
2010: Diamond, Mortensen, Pissarides ·
2011: Sims, Sargent ·
2012: Roth, Shapley  ·
2013: Fama, Hansen, Shiller  ·
2014: Tirole  ·
2015: Deaton  ·
2016: Hart, Holmström ·
2017: Thaler ·
2018: Nordhaus, Romer ·
2019: Banerjee, Duflo, Kremer ·
2020: Milgrom, Wilson ·
2021: Imbens, Angrist, Card ·
2022: Bernanke, Diamond, Dybvig ·
2023: Goldin ·
2024: Acemoglu, Johnson, Robinson
- Bibliothèque nationale de France: cb12435417s (data)
- DBLP: 84/11309
- Gemeinsame Normdatei: 118931849
- International Standard Name Identifier: 0000 0001 0928 3586
- Library of Congress Control Number: n50022198
- Mathematics Genealogy Project: 46053
- Nationale Bibliotheek van Tsjechië: vse2012726279
- Nationale Bibliotheek van Israël: 987010625620305171
- Nationale Bibliotheek van Polen: a0000003020064
- Nederlandse Thesaurus van Auteursnamen: 074136550
- Istituto Centrale per il Catalogo Unico: TO0V039428
- LIBRIS: 393891
- SNAC: w6g76f5g
- Système universitaire de documentation: 032634404
- Virtual International Authority File: 98432386
- WorldCat: E39PBJgX7CBgx33qCfvjgPq84q